# Eutolmus albicapillus
Eutolmus albicapillus är en tvåvingeart som beskrevs av Emile Janssens 1968. Eutolmus albicapillus ingår i släktet Eutolmus och familjen rovflugor. Inga underarter finns listade i Catalogue of Life.